# Ireneusz Jeleń
Pour les articles homonymes, voir Ireneusz.
Ireneusz Jeleń (prononcer /irɛˈnɛuʂ ˈjɛlɛɲ/), né le 9 avril 1981 à Cieszyn en Pologne, est un footballeur international polonais. Il évoluait au poste d'attaquant.
Révélé par le Wisła Płock en Pologne, il dispute la Coupe du monde en 2006 juste avant de s'engager avec l'AJ Auxerre, où il connaît le haut niveau européen en jouant la Ligue des champions. Meilleur buteur de l'AJA durant quatre saisons, il marque son empreinte dans l'histoire du club puis s'engage à Lille, champion de France en titre, en 2011, mais n'y connaît pas le succès. Peu utilisé par son entraîneur, Ireneusz Jeleń quitte le club à l'été 2012 et se retrouve libre de tout engagement pendant quelques mois. En octobre, il s'engage avec le Podbeskidzie, mais l'aventure tourne court, tout comme avec le Górnik Zabrze quelques mois plus tard. De nouveau libre, il décide de terminer sa carrière au Piast Cieszyn, son club formateur, en fin d'année 2014.

## Biographie

### Ses débuts en Pologne
Dès l'âge de dix ans, Ireneusz Jeleń joue au football au Piast Cieszyn, le club local. En 1999, il passe dans l'équipe première, pensionnaire de cinquième division. Alors qu'il est l'un des plus jeunes joueurs de l'effectif, il s'impose rapidement à la tête de l'attaque, et finit la saison avec vingt-quatre buts. Son réalisme permet à Cieszyn de monter d'une division, et de « faire l'ascenseur » après sa descente de 1999. Sur sa lancée, Jeleń joue toujours autant, et marque en une moitié de saison huit buts en seize rencontres. À l'hiver, il est contacté par le Górnik Zabrze, club le plus titré du pays. Repéré par son entraîneur Mieczysław Broniszewski, le jeune joueur effectue quelques matches amicaux, inscrit même deux buts, mais décide de rester dans sa ville natale. Il continue donc de jouer quelque temps sur les terrains de Cieszyn.
Au printemps 2001, Ireneusz Jeleń rejoint le Beskid Skoczów, club de la même division et voisin du Piast Cieszyn d'une quinzaine de kilomètres, mais aux ambitions plus élevées. Il y fait ses débuts le 24 mars contre l'équipe réserve de l'Odra Wodzisław Śląski, et marque l'un des deux buts du match. Trois mois plus tard, il clôt sa saison sur une large victoire sept buts à un face à son ancien club, après avoir inscrit son sixième but. L'année suivante, Jeleń devient l'un des meilleurs buteurs de la division, avec seize unités, et ne manque qu'un seul match. Il permet ainsi au Beskid Skoczów de se maintenir en IV liga, mais termine l'exercice 2000-2001 frustré, étant en tête à neuf journées du terme du championnat.
Espérant jouer à un plus haut niveau, Jeleń accepte à l'été une offre du Podbeskidzie Bielsko-Biała, qui vient d'accéder à la deuxième division. Il y signe même un pré-contrat. Mais le Beskid choisit de faire monter les enchères, et de le vendre au plus offrant. Et c'est le Wisła Płock, club de première division, qui engage finalement le joueur, étant en tête de la « short-list » du nouvel entraîneur Broniszewski, qui avait déjà essayé de le faire venir quand il était à Zabrze.

### Devient l'un des meilleurs joueurs du pays
Le 24 août 2002, Jeleń fait ses débuts en première division polonaise contre le Widzew Łódź, entrant en jeu à la soixante-huitième minute à la place de Sławomir Nazaruk. Il gagne son premier match trois buts à deux. Une semaine plus tard, lors de la cinquième journée, il marque son premier but dans l'élite, contre le Lech Poznań. Buteur régulier, il participe également au parcours de son équipe en coupe nationale. Malgré la nomination d'un nouvel entraîneur, Mirosław Jabłoński, Jeleń enchaîne les matches, et finit la saison meilleur buteur du club. Le 7 mai 2003, il ouvre le score en finale de coupe à Cracovie contre le Wisła, et permet à Płock d'aborder le match retour en bonne position. Mais sept jours plus tard, la Biała Gwiazda renverse la situation, et remporte le match assez largement (trois buts à zéro). Cracovie étant déjà qualifié pour la Ligue des champions, le Wisła Płock récupère la cinquième place européenne, qualificative pour le tour préliminaire de la Coupe UEFA.
Le 28 août 2003, Jeleń joue son premier match européen en Lettonie, contre le FK Ventspils, qui est aussi le premier de l'histoire de son club. Au match retour, il marque les deux buts de son équipe, insuffisants cependant pour passer au tour suivant. Il forme avec le médaillé olympique Dariusz Gęsior un bon duo offensif, qui emmène le Wisła Płock vers les premières places du championnat. Buteur déjà neuf fois avant décembre, il est appelé par Pawel Janas en équipe nationale. Le 11 décembre 2003, il honore sa première sélection à l'occasion d'un match amical disputé à Rabat contre Malte. Rentré à la mi-temps à la place de Grzegorz Rasiak, il participe à la large victoire de ses coéquipiers quatre buts à zéro. En championnat, il ne s'arrête pas de trouver le chemin des filets, mais ne peut rattraper Maciej Żurawski, auteur de vingt buts, soient deux de plus que lui. Au classement, Płock termine cinquième, à dix points de la première place européenne détenue par l'Amica Wronki.

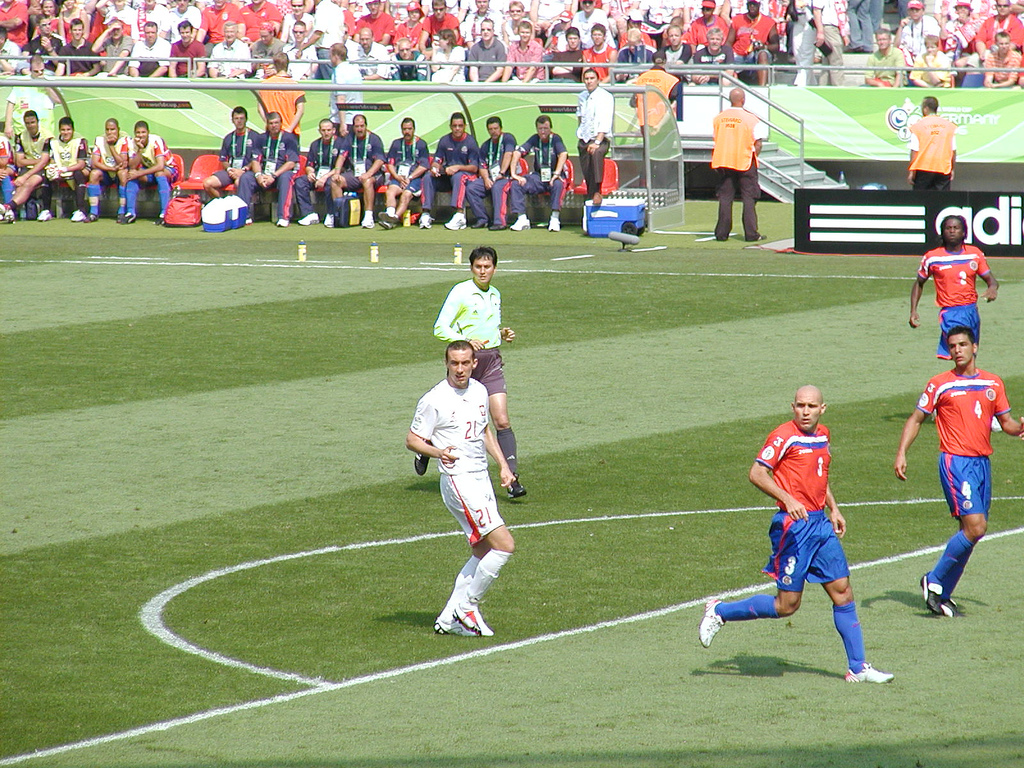
Lors de Costa Rica - Pologne, le 20 juin 2006.

La saison suivante, il marque un peu moins, mais réalise tout de même un triplé contre le Polonia Varsovie, le 11 septembre 2004. Il peut aussi compter sur Paweł Sobczak, auteur de douze buts toutes compétitions confondues. Jeleń, avec quatorze réalisations, est pour la troisième fois de suite le meilleur de son équipe, qui progresse d'une place au classement. En 2005, il joue deux matches de Coupe d'Europe, et marque deux buts en finale de coupe nationale, remportée pour la première fois par le club. Une fois la saison terminée, Jeleń participe aux trois rencontres de la Coupe du monde 2006 avec l'équipe polonaise, mais ne marque aucun but. Assez bon lors de la compétition, il attire les regards de clubs français comme Auxerre ou Le Mans.

### Révélé au grand public par l'AJ Auxerre
Le 28 juin 2006, il signe un contrat de quatre ans à l'AJ Auxerre, un jour après l'arrivée en Bourgogne de son compatriote Kamil Oziemczuk du Górnik Łęczna. Le club ajaïste dépense neuf cent mille euros pour s'attacher ses services,. Moins d'un mois plus tard, il est appelé pour la première fois dans le groupe professionnel pour un match de Coupe Intertoto, et joue son premier match à Constanţa en Roumanie. Le 5 août, il fait ses débuts avec l'AJA en championnat contre Valenciennes. Il est titularisé et les deux équipes se neutralisent (1-1). Lors de sa première saison en France, Jeleń trouve rapidement ses marques, associé le plus souvent par Jean Fernandez à l'autre recrue Daniel Niculae. Il devient même le meilleur buteur du club avec dix réalisations, devant Kanga Akalé et ses neuf unités.
Il est l'un des espoirs montants de l'équipe auxerroise. Le 20 octobre 2007, il inscrit d'ailleurs un triplé lors d'un match de championnat face à Lorient, alors qu'il était rentré à vingt minutes de la fin du match. Mais entre 2007 et 2008, Jeleń est un peu oublié par son sélectionneur, Leo Beenhakker, et ne participe pas au Championnat d'Europe 2008 ni aux matches de qualification. Il doit attendre un an et demi avant de rejouer avec la Pologne, le 20 août 2008 contre l'Ukraine, étant titularisé lors de ce match amical disputé à Lviv. Mais malgré ce bref retour, Jeleń n'entre toujours pas dans les plans du sélectionneur hollandais, qui lui préfère Paweł Brożek ou encore Robert Lewandowski.
Le 25 octobre 2008, il se blesse en fin de match contre Lyon. Il est éloigné des terrains un peu plus de trois mois, à la suite d'une luxation acromio-claviculaire. À son retour, et alors que son club est en mauvaise passe, « l'apport Jeleń » se fait nettement ressentir, Ireneusz inscrivant deux buts en trois matches. Avec lui, Auxerre ne perd plus et repart de l'avant, gagnant en trois semaines quatre places au classement. En un mois, il devient le meilleur buteur du club avec huit réalisations, dépassant ainsi Julien Quercia. Après la trente-troisième journée de Ligue 1, il égale son total de buts inscrits lors de sa première année au club, faisant de lui l'un des plus prolifiques buteurs du championnat. Lors des quatorze dernières journées, il inscrit onze buts et permet à son club de se hisser à la huitième place du classement final à la faveur d'une série de six victoires consécutives, après avoir flirté une bonne partie de la saison avec la relégation. Parmi ces buts, on note notamment une réalisation spectaculaire face au Paris SG (victoire deux buts à un), au Parc des Princes, où Jeleń, sur une ouverture de Benoît Pedretti, réussit à tromper le gardien parisien Mickaël Landreau dans un angle impossible. Convoité par de nombreux clubs, comme le Borussia Dortmund et diverses équipes françaises et étrangères, Jeleń prolonge son contrat le 14 mai 2009, alors qu'il n'était lié à Auxerre que jusqu'au 30 juin 2010,.
De nouveau blessé pour le début de la saison 2009-2010, son absence est de nouveau associée au mauvais début de saison des Auxerrois. Mais de retour sur le terrain, les résultats s'améliorent et Jeleń recommence à marquer. De retour sur le devant de la scène avec Auxerre, où il enchaîne les matches et les buts à la tête de l'attaque icaunaise, Jeleń est finalement rappelé par Beenhakker pour les éliminatoires de la Coupe du monde 2010, en mars 2009. Et il ne tarde pas à marquer de son empreinte son retour après sept mois d'absence, en marquant le but égalisateur avant la mi-temps. La Pologne s'incline finalement trois buts à deux contre l'Irlande du Nord. Quelques jours plus tard, il inscrit de nouveau un but, lors de la victoire historique de son pays sur Saint Marin dix buts à zéro. Au mois d'octobre, il obtient le Trophée du joueur du mois UNFP. Comme la saison précédente, il ne s'arrête plus de marquer, et emmène Auxerre vers le podium. Dans la course au titre final, il prend ses responsabilités, et marque par trois fois lors du dernier mois. Il aide ainsi son équipe à prendre la troisième place du championnat, au nez et à la barbe de Lille, et à la qualifier pour le tour de barrages de la Ligue des champions.
Une fois la saison 2009-2010 terminée, Jeleń repart en Pologne pour y disputer un match amical contre la Finlande. Au stade municipal de Kielce, le joueur sort à quelques minutes de la fin, blessé à un genou et remplacé par Artur Sobiech, et est jugé indisponible pour quelque temps. Il quitte alors la sélection le lendemain, pour selon Franciszek Smuda « rester en bonne forme avant de signer un contrat dans un nouveau club ». Mais très peu sollicité par les clubs, il décide de rester à Auxerre et commence sa saison dans l'Yonne, titulaire contre Lorient en Ligue 1. Pas très réaliste, il marque pour la première fois lors de la troisième journée, égalisant face à Valenciennes. Le 25 août, lors du match retour des barrages de la Ligue des Champions, contre le Zénith Saint-Pétersbourg, il marque le second but de son équipe d'une reprise acrobatique, qui qualifie l'AJ Auxerre pour la phase de poules. Mais les pépins physiques le rattrapent. Touché à la cheville puis au genou, il ne dispute que les deux premières journées de la Ligue des champions avant d'être écarté des terrains par une nouvelle opération. Il fait son retour en janvier 2011 mais ne retrouve pas le niveau qui était le sien, et ne joue qu'un rôle mineur dans le maintien de l'AJA en Ligue 1.
En fin de contrat, il décide de ne pas le prolonger pour connaître une nouvelle expérience dans un nouveau club.

### Reste en France, mais échoue à Lille
Cependant, Ireneusz Jeleń choisit de prendre son temps pour s'engager avec un nouveau club et étudie les propositions qui sont transmises à son agent. Le 30 août 2011, à un jour de la fin du marché des transferts, il signe avec le Lille OSC un contrat portant sur une seule saison. Il marque son premier but sous ses nouvelles couleurs face à ses anciens coéquipiers lors d'une victoire du LOSC par trois buts à un à Auxerre le 15 octobre. Mais barré par Nolan Roux, Ireneusz Jeleń ne joue pas beaucoup, et ne parvient pas à bousculer la hiérarchie.
En fin de contrat, il n'est pas conservé par le LOSC à la fin de la saison 2011-2012.

### Son retour raté en Pologne
Sans club, Ireneusz Jeleń, qui sort d'une mauvaise saison avec le LOSC, ne reçoit pas beaucoup d'offres. Alors que la plupart des championnats ont déjà repris depuis plus d'un mois, le Polonais ne s'est toujours pas engagé.
Le 19 octobre, Jeleń signe un contrat d'un an avec le Podbeskidzie Bielsko-Biała,, avant-dernier du championnat et qui n'a toujours pas gagné un match. Incapable de marquer et de redresser la situation de son équipe, Jeleń décide en décembre de faire jouer une clause dans son contrat pour y mettre fin.
Le 28 février 2013, Ireneusz Jeleń s'engage avec le Górnik Zabrze. Il y joue douze matches, marque deux buts mais n'est pas conservé par le club en fin de saison.

### Fin de carrière
Marqué par les graves problèmes de santé de son père, Jeleń décide de mettre sa carrière entre parenthèses durant un an, malgré quelques sollicitations d'autres formations polonaises.
En juin 2014, il revient dans son club formateur, le Piast Cieszyn, qui joue à un niveau amateur (en septième division). En décembre de la même année, il annonce la fin de sa carrière.

## Statistiques
| Saison                | Club                  | Championnat           | Championnat | Championnat | Coupe nationale | Coupe nationale | Coupe de la Ligue | Coupe de la Ligue | Compétition(s) continentale(s) | Compétition(s) continentale(s) | Compétition(s) continentale(s) | Pologne | Pologne | Total | Total |
| Saison                | Club                  | Division              | M.          | B.          | M.              | B.              | M.                | B.                | Comp.                          | M.                             | B.                             | M.      | B.      | M.    | B.    |
| 2002-2003             | Wisła Płock           | I liga                | 26          | 8           | 9               | 4               | -                 | -                 | -                              | -                              | -                              | -       | -       | 35    | 12    |
| 2003-2004             | Wisła Płock           | I liga                | 26          | 18          | 1               | 0               | -                 | -                 | C3                             | 2                              | 2                              | 3       | 1       | 32    | 21    |
| 2004-2005             | Wisła Płock           | I liga                | 23          | 12          | 3               | 2               | -                 | -                 | -                              | -                              | -                              | 1       | 0       | 27    | 14    |
| 2005-2006             | Wisła Płock           | I liga                | 25          | 7           | 9               | 5               | -                 | -                 | C3                             | 2                              | 0                              | 8       | 1       | 44    | 13    |
| Sous-total            | Sous-total            | Sous-total            | 100         | 45          | 22              | 11              | -                 | -                 | -                              | 4                              | 2                              | 12      | 2       | 138   | 60    |
| 2006-2007             | AJ Auxerre            | Ligue 1               | 32          | 10          | 1               | 0               | 1                 | 0                 | IT+C3                          | 8                              | 5                              | 6       | 0       | 48    | 15    |
| 2007-2008             | AJ Auxerre            | Ligue 1               | 32          | 5           | 0               | 0               | 4                 | 1                 | -                              | -                              | -                              | 0       | 0       | 36    | 6     |
| 2008-2009             | AJ Auxerre            | Ligue 1               | 26          | 14          | 0               | 0               | 1                 | 0                 | -                              | -                              | -                              | 3       | 2       | 30    | 16    |
| 2009-2010             | AJ Auxerre            | Ligue 1               | 29          | 14          | 3               | 4               | 1                 | 0                 | -                              | -                              | -                              | 4       | 0       | 37    | 18    |
| 2010-2011             | AJ Auxerre            | Ligue 1               | 21          | 5           | 0               | 0               | 1                 | 0                 | C1                             | 4                              | 1                              | 3       | 1       | 29    | 7     |
| Sous-total            | Sous-total            | Sous-total            | 140         | 48          | 4               | 4               | 8                 | 1                 | -                              | 12                             | 6                              | 16      | 3       | 180   | 62    |
| 2011-2012             | LOSC Lille            | Ligue 1               | 13          | 1           | 2               | 2               | 2                 | 1                 | C1                             | 2                              | 0                              | 1       | 0       | 20    | 4     |
| Sous-total            | Sous-total            | Sous-total            | 13          | 1           | 2               | 2               | 2                 | 1                 | -                              | 2                              | 0                              | 1       | 0       | 20    | 4     |
| 2012-2013             | Podbeskidzie          | Ekstraklasa           | 7           | 0           | 0               | 0               | -                 | -                 | -                              | -                              | -                              | 0       | 0       | 7     | 0     |
| Sous-total            | Sous-total            | Sous-total            | 7           | 0           | 0               | 0               | -                 | -                 | -                              | -                              | -                              | 0       | 0       | 7     | 0     |
| 2012-2013             | Górnik Zabrze         | Ekstraklasa           | 12          | 2           | 0               | 0               | -                 | -                 | -                              | -                              | -                              | 0       | 0       | 12    | 2     |
| Sous-total            | Sous-total            | Sous-total            | 12          | 2           | 0               | 0               | -                 | -                 | -                              | -                              | -                              | 0       | 0       | 12    | 2     |
| Total sur la carrière | Total sur la carrière | Total sur la carrière | 272         | 96          | 28              | 17              | 10                | 2                 | -                              | 18                             | 8                              | 29      | 5       | 357   | 128   |

## Palmarès

### En club
- Finaliste de la Coupe de Pologne : 2003
- Vainqueur de la Coupe de Pologne : 2006

### Distinctions personnelles
- Trophée du joueur du mois UNFP : Octobre 2009[25]
- Joueur auxerrois de l'année : 2010[41]
- Meilleur buteur de la coupe de France en 2009-2010